# Dominick Muermans
Dominick Muermans (ur. 17 lipca 1984 w Geleen) – holenderski kierowca wyścigowy.

## Kariera
Muermans rozpoczął karierę w wyścigach samochodowych w roku 2005, od startów w Niemieckiej Formule Renault, Holenderskiej Formule Renault oraz w Nordyckiej Formule Renault. W edycjach niemieckiej i holenderskiej zajął w nich odpowiednio 21 i 11 pozycję, a w nordyckiej nie był klasyfikowany. W późniejszych latach startował także w Recaro Formel 3 Cup, Formule 3 Euro Series, SCCA Southeast Division National Formula Atlantic, Champ Car Atlantic, Brytyjskiej Formule 3, Międzynarodowej Formule Master oraz w Superleague Formula. W Formule 3 Euro Series wystartował w 2006 roku z holenderską ekipą Van Amersfoort Racing, jednak nigdy nie zdobywał punktów.

## Statystyki
| Sezon | Seria                           | Zespół                | Wyścigi | Zwycięstwa | PP | NO | Podium | Punkty | Pozycja |
| ----- | ------------------------------- | --------------------- | ------- | ---------- | -- | -- | ------ | ------ | ------- |
| 2005  | Nordycka Formuła Renault        | Van Amersfoort Racing | 2       | 0          | 0  | 0  | 0      | 0      | NS      |
| 2005  | Holenderska Formuła Renault     | Van Amersfoort Racing | 12      | 0          | 0  | 0  | 0      | 49     | 11      |
| 2005  | Niemiecka Formuła Renault       | Van Amersfoort Racing | 12      | 0          | 0  | 0  | 0      | 53     | 21      |
| 2006  | Recaro Formel 3 Cup             | Van Amersfoort Racing | 16      | 0          | 0  | 0  | 0      | 3      | 21      |
| 2006  | Formuła 3 Euro Series           | Van Amersfoort Racing | 2       | 0          | 0  | 0  | 0      | N/A    | NS      |
| 2006  | Masters of Formula 3            | Van Amersfoort Racing | 1       | 0          | 0  | 0  | 0      | N/A    | 32      |
| 2007  | Międzynarodowa Formuła Master   | Ombra Racing          | 16      | 0          | 0  | 0  | 0      | 1      | 28      |
| 2007  | ATS Formel 3 Cup                | Swiss Racing Team     | 9       | 0          | 0  | 0  | 0      | 12     | 10      |
| 2007  | Brytyjska Formuła 3             | Swiss Racing Team     | 2       | 0          | 0  | 0  | 0      | 0      | NS      |
| 2007  | Champ Car Atlantics             | Jensen MotorSport     | 2       | 0          | 0  | 0  | 0      | 5      | 28      |
| 2007  | SCCA Southeast Formula Atlantic |                       | 2       | 0          | 0  | 0  | 1      | 8      | 11      |
| 2008  | Atlantic Championship           | Condor Motorsports    | 11      | 0          | 0  | 0  | 0      | 80     | 14      |
| 2008  | Superleague Formula             | Al Ain                | 2       | 0          | 0  | 0  | 0      | 244    | 12      |
| 2009  | Superleague Formula             | PSV Eindhoven         | 6       | 0          | 0  | 0  | 0      | 145    | 18      |